# Astrio Begijnendijk
Astrio Begijnendijk est un club belge de football féminin situé à Heist dans la province d' Anvers. C'est le seul club, avec Waasland Beveren-Sinaai Girls, à avoir remporté 3 fois consécutivement la Coupe de Belgique.
C'est un des clubs historiques du football féminin belge.

## Histoire
En 1971, un championnat de football féminin est organisé pour la première fois en Belgique. À Begijnendijk, l'équipe féminine du FC Astrio Begijnendijk a été créée et fait partie de cette toute première compétition. Cette saison initiale est disputée en séries provinciales. Astrio Begijnendijk remporte la série A et joue un tour final contre les deux gagnants des autres séries: Saint-Nicolas FC Liège et Gosselies Sports. Astrio Begijnendijk l'emporte à deux reprises et devient le 1er champion de Belgique. La saison suivante est aussi disputée en séries provinciales, le club remporte la série D, dispute les demi-finales contre Saint-Nicolas FC Liège, l'emporte et bat en finale le HO Merchtem. Astrio Beginendijk enlèvera son troisième titre en 1975.
Après, la Coupe de Belgique sera le terrain de chasse de Astrio Begijnendijk avec trois victoires consécutives en 1977, 1978 et 1979. Seule une autre équipe a réussi cet exploit, Sinaai Girls. Une quatrième finale de Coupe sera disputée, ce sera en 1984.
Les années 1990 sont difficiles et Astrio Begijnendijk descend en D2 en 1995. En 2001, des réformes sont engagées: les deux séries de la D2 sont réduites à une, avec pour conséquence, la création d'une nouvelle division : la D3. Comme Astrio Begijnendijk avait terminé dixième dans sa série, le club chute d'un niveau.
Entretemps, le club a joué à Booischot, un quartier de Heist-op-den-Berg. En 2007, le club est rebaptisé Ladies Heist-op-den-Berg. L'équipe a terminé deuxième de sa série en D3, mais grâce à une place libérée, le club a pu aller en D2. En 2008, Ladies Heist-op-den-Berg fusionne avec KSK Heist, les couleurs blanc-violet d'Astrio Beginendijk ont été échangées contre les couleurs bleu-blanc du KSK Heist.
Après 37 années d'existence, Astrio Begijnendijk disparaît donc de la carte du football féminin belge.

## Palmarès
- Champion de Belgique (3) : 1972 - 1973 - 1975
- Vice-Champion de Belgique (4) : 1974 - 1978 - 1979
- Vainqueur de la Coupe de Belgique (3) : 1977 - 1978 - 1979
- Finaliste de la Coupe de Belgique (1) : 1984

### Bilan
- 6 titres

## Record

### Coupe de Belgique
- 3: le nombre de victoires consécutives en Coupe de Belgique